# Lucifer (киберспортсмен)
Но Джэук (род. 19 августа 1986), также известный под никами «Lucifer» и «MichaeL»— профессиональный корейский киберспортсмен, игрок в Warcraft III (нежить).

## Карьера
Широкую известность игроку принесли выступления за датскую команду Meet Your Makers. В 2006 —2007  году «Lucifer» стал одним из лучших игроков WC3L, считаясь одним из топовых андедов в мире. Среди наивысших достижений на LAN-турнирах — победа на ESWC в 2006 году, а также третье место на престижном турнире IEST, прошедшем в Китае. В интернет-соревнованиях «Lucifer» участвовал не так успешно, тем не менее, попадая в призёры турнира InCup.
С 31 января 2009 года «Lucifer» представляет южнокорейскую команду Cherry.
В мае 2019 сменил ник на «MichaeL».
В 2021 году перешёл в команду Vision Strikers.

## Призовые
За свою профессиональную карьеру Но Джэук заработал более 38 тысяч долларов:
- 2005 год — 5000$
- 2006 год — 15800$
- 2007 год — 12810$
- 2008 год — 4890$

## Достижения
2005 год
- WEG 2005 Season III (Южная Корея, Сеул) — 5000$

2006 год
- ESWC 2006 Grand Final (Франция, Париж) — 13000$
- IEST 2006 (Китай, Пекин) — 2800$

2007 год
- Battle.net Season IV Finals (Германия, Кёльн) — 3000$
- Dreamhack Summer 2007 (Швеция, Йёнчёпинг) — 1280$
- Extreme Masters L.A. (США, Лос-Анджелес) — 5000$

2008 год
- ZOTAC WarCraft III Cup #25 — 150$
- ZOTAC WarCraft III Cup #41
- NiceGameTV All-Star — 500$